# Пуртов, Сергей Валентинович
Серге́й Валенти́нович Пу́ртов (род. 22 июня 1973 года, Челябинск, Челябинская область, РСФСР, СССР) — советский и российский хоккеист.

## Карьера
Воспитанник челябинского хоккея. В 1989 году в крупнейшей в СССР железнодорожной катастрофе под Уфой погибли девять человек из его команды «Трактор-73», одного из лидеров юношеского хоккея СССР. Сам Сергей отсутствовал в поезде, находясь у родных в Тюмени.
Игровую карьеру начал в 1989 году в местных клубах «Трактор» (игравшем в Высшей лиге чемпионата СССР), и «Металлург» (в Первой лиге).
В 1993—1995 годах служил в рядах Советской Армии, выступая за чебаркульскую «Звезду». После демобилизации вошёл в состав магнитогорского «Металлурга», выступавшего в Межнациональной хоккейной лиге. После операции на колене в 1997 году был направлен на «раскатку» в кирово-чепецкую «Олимпию», а после возникших в ней финансовых проблем — в «дочерний» для «магнитки» орский клуб «Южный Урал», в тот период бывший объединённой командой Орска и Новотроицка «НОСТА — Южный Урал». Именно этот клуб стал основным в последующей карьере Пуртова, на протяжении которой он постоянно принимал краткосрочные приглашения различных российских клубов, в том числе и екатеринбургской «Динамо-Энергии», выступавшей в Суперлиге российского чемпионата.
С 2005 по 2009 годы играл в казахстанских клубах, которые одновременно с участием в российских лигах разыгрывали национальное первенство. В сезоне 2007/2008 в составе клуба «Горняк» из города Рудный стал его серебряным призёром.
После завершения в 2010 году игровой карьеры является тренером детских, юношеских и юниорских команд.

## Достижения
- Серебряный призёр чемпионата Казахстана 2007/2008[англ.]